# Roger Paul Morin
Roger Paul Morin (Lowell, 7 marzo 1941 – 31 ottobre 2019) è stato un vescovo cattolico statunitense.

## Biografia
Monsignor Roger Paul Morin nacque a Lowell il 7 marzo 1941 ed era figlio di Germain J. e Lillian E. Morin. Aveva due fratelli, James e Paul, e tre sorelle, Lillian "Pat" Johnson, Elaine (Ray) Joncas e Susan Spellissy.

### Formazione e ministero sacerdotale
Frequentò le scuole primarie e secondarie a Dracut, Lowell e Boston. Nel 1966 conseguì la laurea in filosofia presso il seminario "San Giovanni" di Brighton. Nel 1967 si recò a New Orleans per lavorare in un nuovo programma estivo di testimonianza condotto dall'apostolato sociale dell'arcidiocesi. Quando l'anno successivo tornò a New Orleans divenne direttore del Centro, un'organizzazione di servizio sociale di quartiere gestita dall'apostolato sociale. Maturò negli anni la scelta di trasferirsi definitivamente in Louisiana e di terminare gli studi al seminario "Notre Dame". Studiava la sera e il sabato essendo impiegato a tempo pieno presso il Centro. Conseguì un Master of Divinity.
Il 15 aprile 1971 fu ordinato presbitero per l'arcidiocesi di New Orleans da monsignor Philip Matthew Hannan nella chiesa parrocchiale di Santa Teresa a Dracut. Poco dopo venne nominato vicario parrocchiale della parrocchia di Sant'Enrico a New Orleans. Nel 1973 venne nominato direttore associato dell'apostolato sociale arcidiocesano e nel 1975 ne divenne direttore. Era responsabile del funzionamento dei centri di assistenza sociale sponsorizzati dall'arcidiocesi. Conseguì un master in scienze urbane presso l'Università Tulane e nel 1974 completò un programma di sviluppo economico della comunità. Fu anche fondatore e presidente della Second Harvest Food Bank.
Nel 1978 fu assunto come volontario del team di transizione del sindaco Ernest Nathan "Dutch" Morial che si occupava dei programmi federali. Accettò uno stipendio di un dollaro all'anno come vice assistente speciale del sindaco per i programmi e i progetti federali. Mantenne l'ufficio fino al 1981 quando venne nominato vicario episcopale arcidiocesano per gli affari della comunità. Era responsabile di nove agenzie: enti di beneficenza cattolici, apostolato sociale, relazioni umane, ministero degli alcolisti, apostolato del mare, cimiteri, soccorsi in caso di calamità, ospedali e carceri. Nel 1981 prese residenza nella parrocchia del Verbo Incarnato. Della stessa fu parroco dal 1988 all'aprile del 2002. L'11 dicembre 1985 papa Giovanni Paolo II lo nominò prelato d'onore di Sua Santità. Dal 2001 fu vicario generale e moderatore della curia.
Uno dei momenti salienti del suo sacerdozio fu quando nel 1987 predispose i preparativi per la storica visita di papa Giovanni Paolo II a New Orleans. L'evento coinvolse migliaia di volontari tra leader religiosi, politici nazionali, statali e locali. Nel 1993 coordinò gli eventi del bicentenario dell'arcidiocesi.
Nel 1995 ricevette il Weiss Brotherhood Award assegnato dalla Conferenza nazionale dei cristiani e degli ebrei per il suo servizio nel campo delle relazioni umane.

### Ministero episcopale
L'11 febbraio 2003 papa Giovanni Paolo II lo nominò vescovo ausiliare di New Orleans e titolare di Aulona. Ricevette l'ordinazione episcopale il 22 aprile successivo nella basilica cattedrale di San Luigi a New Orleans dall'arcivescovo metropolita di New Orleans Alfred Clifton Hughes, co-consacranti gli arcivescovi emeriti Philip Matthew Hannan e Francis Bible Schulte.
Fu nominato vescovo di Biloxi il 2 marzo 2009 da papa Benedetto XVI e, nel gennaio del 2012, compì la visita ad limina.
Il 16 dicembre 2016 papa Francesco accettò la sua rinuncia al governo pastorale della diocesi per raggiunti limiti di età.
In seno alla Conferenza dei vescovi cattolici statunitensi fu membro della sottocommissione per la campagna cattolica per lo sviluppo umano dal 2005 al 2013 e presidente della stessa dal 2008 al 2010. Fu anche membro del comitato per la giustizia interna e lo sviluppo umano e del comitato per le collette nazionali. Fece parte anche del consiglio dell'Istituto di ricerca sociale dei gesuiti dell'Università Loyola di New Orleans.
Nel 2011 ricevette il Sister Margaret Cafferty Development of People Award dalla Conferenza dei vescovi cattolici statunitensi per il suo lavoro con la campagna cattolica per lo sviluppo umano.
Morì improvvisamente nel volo tra Boston e Atlanta il 31 ottobre 2019. Stava tornando a Biloxi dopo un periodo di vacanza trascorso con la sua famiglia nel Massachusetts. Le esequie si tennero il 7 novembre alle ore 10:30 nella cattedrale della Natività della Beata Vergine Maria a Biloxi. Al termine del rito fu sepolto nel giardino di preghiera dello stesso edificio.

## Genealogia episcopale
La genealogia episcopale è:
- Cardinale Scipione Rebiba
- Cardinale Giulio Antonio Santori
- Cardinale Girolamo Bernerio, O.P.
- Arcivescovo Galeazzo Sanvitale
- Cardinale Ludovico Ludovisi
- Cardinale Luigi Caetani
- Cardinale Ulderico Carpegna
- Cardinale Paluzzo Paluzzi Altieri degli Albertoni
- Papa Benedetto XIII
- Papa Benedetto XIV
- Papa Clemente XIII
- Cardinale Bernardino Giraud
- Cardinale Alessandro Mattei
- Cardinale Pietro Francesco Galleffi
- Cardinale Giacomo Filippo Fransoni
- Cardinale Carlo Sacconi
- Cardinale Edward Henry Howard
- Cardinale Mariano Rampolla del Tindaro
- Cardinale Rafael Merry del Val
- Cardinale Giovanni Vincenzo Bonzano
- Arcivescovo John Gregory Murray
- Vescovo James Louis Connolly
- Cardinale Humberto Sousa Medeiros
- Arcivescovo Alfred Clifton Hughes
- Vescovo Joseph Lawson Howze